# Campeonato de Francia de Rugby 15 1900-01
El Campeonato de Francia de Rugby 15 1900-01 fue la 10.ª edición del Campeonato francés de rugby, la principal competencia del rugby galo.
El campeón del torneo fue el equipo de Stade Français quienes obtuvieron su sexto campeonato.
Stade Français luego de disputar la final y haber perdido presentó un reclamó debido a la fusión ilegal del Stade Bordelais y el Bordeaux U.C., el organizador decidió dar por inválido el resultado y el partido se volvería a disputar en París, lo que los jugadores del Bordeaux no aceptaron y el título fue otorgado al Stade Français.

## Desarrollo

### Fase Preliminar
| 1900 | Stade Bordelais | 22 - 5 | SOET |  |  |

| 1900 | FC Lyon | 3 - 0 | Grenoble |  |  |

### Semifinal
| 1900 | Stade Français | 21 - 0 | Le Havre AC |  |  |

| 1900 | Stade Bordelais | 11 - 4 | FC Lyon |  |  |

### Final
| 31 de marzo de 1901 | Stade Français | 3 - 0   | Stade Bordelais | Terrain du SBUC, route du Médoc, |  |
|                     |                | Reporte |                 |                                  |  |

| Bandera de Francia     |
| Campeón Stade Français |
| Sexto título           |